# Monorriel de Bombay

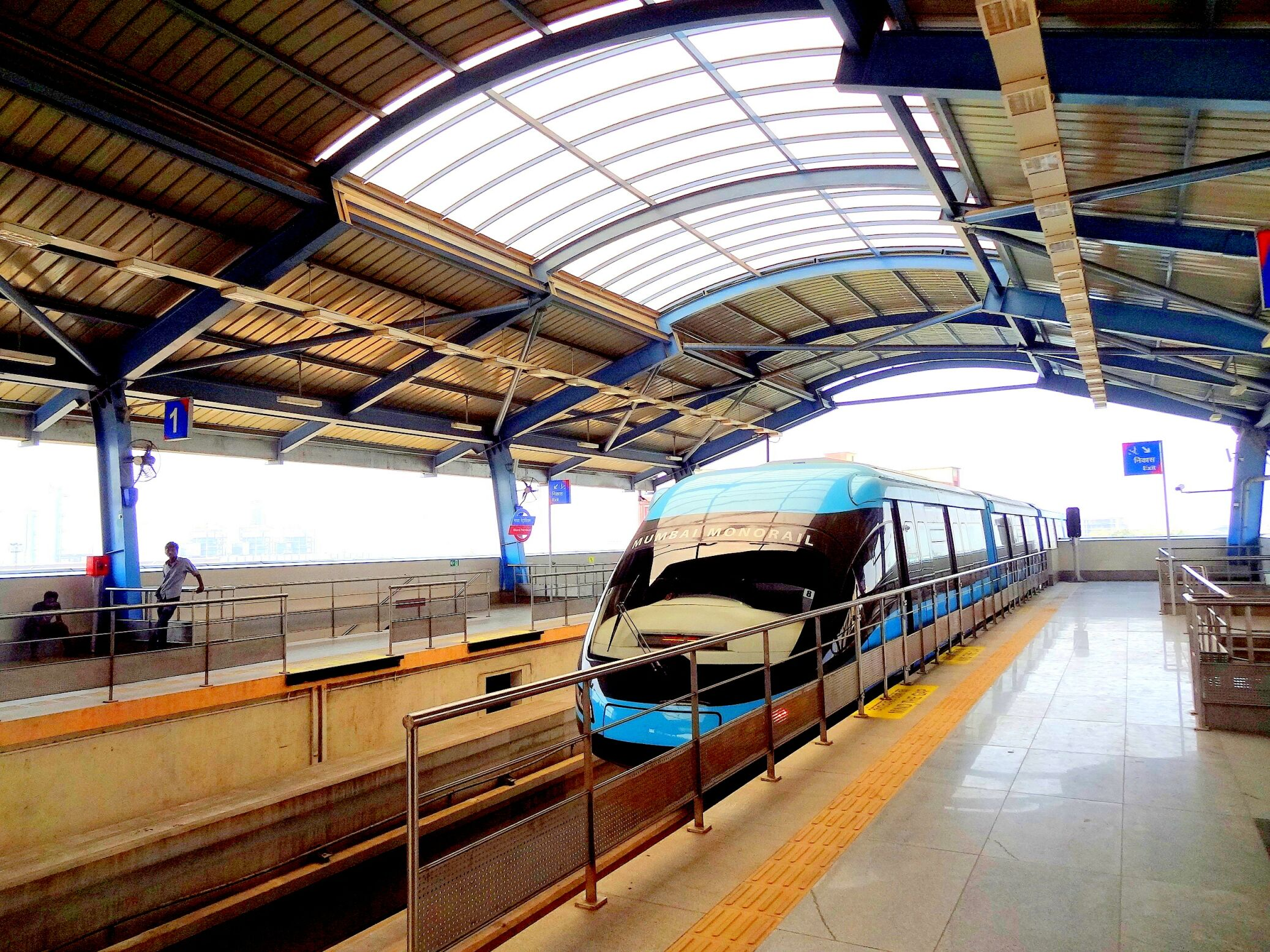
Llegada del monorraíl dentro de la estación.

El Monorriel de Bombay (मुंबई मोनोरेल) es un sistema de transporte elevado sobre riel que opera en la ciudad de Bombay (India), y que forma parte del sistema público de transporte de Bombay.

## Proyecto
El proyecto de construcción del monorriel surgió en el año 2005 como parte de la mejora en el sistema de autobuses públicos para la ciudad de Bombay, tras la decisión oficial, el primer ministro del estado de Maharashtra, Vilasrao Deshmukh fue el encargado de dar comienzo a las obras de construcción durante el año 2008.

## Construcción
Las obras tuvieron lugar entre 2008 y 2015, aunque la inauguración del sistema fue a comienzos de 2014 los trabajos de ampliación de la línea continúan hasta la actualidad, el recorrido de la línea 1 circula por la zona noreste de la ciudad y cuenta con un total de 19,54 kilómetros de circulación elevada en su totalidad.

## Plan
El plan de monorriel tiene previstas 8 líneas a través de toda la ciudad y forma parte de la mejora en los transportes públicos de Bombay junto con el sistema de Metro de Bombay, que también se encuentra en constante expansión.
| Fase    | Línea | Recorrido                         | Longitud (km) | Costo estimado USD |
| ------- | ----- | --------------------------------- | ------------- | ------------------ |
| Fase I  | 1     | Chembur–Wadala Depot–Jacob Circle | 19.54         | 430 millones       |
| Fase I  | 2     | Mulund–Goregaon–Borivali          | 30            | 650 millones       |
| Fase I  | 3     | Virar–Chikhaldongri               | 4,6           | 100 millones       |
| Fase I  | 4     | Lokhandwala–SEEPZ–Kanjurmarg      | 13,14         | 290 millones       |
| Fase I  | 5     | Thane–Mira-Bhayandar–Dahisar      | 24,25         | 530 millones       |
| Fase II | 6     | Kalyan–Ulhasnagar–Dombivli        | 26,4          | 580 millones       |
| Fase II | 7     | Chembur–Ghatkopar–Kopar Khairane  | 16,72         | 580 millones       |
| Fase II | 8     | Mahape–Shil Phata–Kalyan          | 21,1          | 460 millones       |